# Vlag van Haarlemmerliede en Spaarnwoude

De vlag van Haarlemmerliede en Spaarnwoude

Voorgaande vlag

De vlag van Haarlemmerliede en Spaarnwoude werd op 2 januari 1991 bij raadsbesluit aangenomen als de gemeentelijke vlag van de Noord-Hollandse gemeente Haarlemmerliede en Spaarnwoude. De vlag werd aangenomen ter vervanging van de vlag van 16 december 1975 en bleef dienst doen tot en met 31 december 2018. Door deze aanpassing kwamen de kleuren ook weer overeen met die van het gemeentelijke wapen. 

## Beschrijving
De vlag wordt als volgt omschreven:
Een blauwe broeking, beladen met een klimmende, rood getongde en genagelde witte leeuw met een hoogte gelijk aan 4/5 vlaggehoogte; de vlucht in drie, ten minste driemaal gegolfde horizontale banen in een hoogte-verhouding van 7:6:7, wit-blauw-wit.
De broeking is het gedeelte naast de vlaggenmast, dit deel is blauw en toont de leeuw die ook op het wapen van de gemeente staat. De leeuw is dus wit van kleur met rode nagels en tong. De vlucht, het gedeelte van de vlag dat vrij hangt, is gedeeld in drie banen: wit-blauw-wit. De blauwe baan is gegolfd met drie golven. Het ontwerp was van Drs. J.F. van Heijningen. De laatste vlag was gebaseerd op de vorige vlag met die verschillen dat alles wat in de tweede vlag wit is geel in de eerste vlag was. De leeuw op de vorige vlag was geheel geel. De gele banen op de vorige vlag waren beladen met blauwe boompjes. De golvende blauwe baan staat voor de Liede.
Op 1 januari 2019 ging de gemeente op in Haarlemmermeer, waardoor de gemeentevlag kwam te vervallen.

## Voorgaande vlag
Op 16 december 1975 nam de gemeenteraad van Haarlemmerliede en Spaarnwoude een gemeentevlag aan. De beschrijving van deze vlag kan als volgt luiden:
Een blauwe broeking met gele leeuw en drie banen met ten minste 2 golvingen aaneengesloten van geel, bezaaid met boomfiguren in blauw contour.
Het ontwerp van deze vlag was van Kl. Sierksma. De leeuw staat voor (Noord-)Holland waarvan Haarlem de hoofdstad is, terwijl de Liede wordt verbeeld door de rivier die door het landschap meandert. Men ontdekte na enkele jaren echter dat het niet de leeuw van Holland was, maar de leeuw uit het wapen van de familie Van Spaarnwoude, dat in rijkskleuren was verleend omdat men ten tijde van de aanvraag geen kleuren had gespecificeerd. Het gemeentewapen werd in 1986 aangepast.

## Verwante afbeeldingen

Het wapen van Haarlemmerliede en Spaarnwoude (1858-1986)
Het wapen van Haarlemmerliede en Spaarnwoude (1986-2018)